# Karabinek maszynowy wz. 2003
karabinek maszynowy wz. 2003 – polski prototypowy ręczny karabin maszynowy zasilany amunicją pośrednią (karabinek maszynowy).

## Historia konstrukcji
Po rozpoczęciu produkcji 5,56 × 45 mm karabinu szturmowego wz. 96 Beryl pojawiła się potrzeba wprowadzenia do uzbrojenia ręcznego karabinka maszynowego zasilanego taką samą amunicją. Obie bronie stanowiłyby podstawę uzbrojenia drużyny piechoty. Partię modelową nowego rkm-u wykonano w 2000 roku. Próby nowego karabinu trwały do listopada 2000 roku, kiedy przerwał je upadek Zakładów Metalowych Łucznik SA. Próby wznowiono po utworzeniu w kwietniu 2001 roku Fabryki Broni Łucznik-Radom Sp. z o.o. Jednocześnie powołano nowy zespół konstrukcyjny, który postanowił uprościć konstrukcję karabinu. Zrezygnowano między innymi z możliwości obustronnego zasilania taśmą i uproszczono mechanizm spustowy. Powstały prototypy dwóch odmian broni. Rkm wz. 2003S to model standardowy, a wz. 2003D jest przeznaczony dla oddziałów powietrznodesantowych (posiada krótszą lufę). W 2003 roku odbyły się próby zmodyfikowanej broni. Później prowadzone były prace mające na celu przygotowanie rkmu wz. 2003 do badań kwalifikacyjnych (państwowych), ale ostatecznie nie trafił on na uzbrojenie Wojska Polskiego i pozostał prototypem.

## Opis konstrukcji

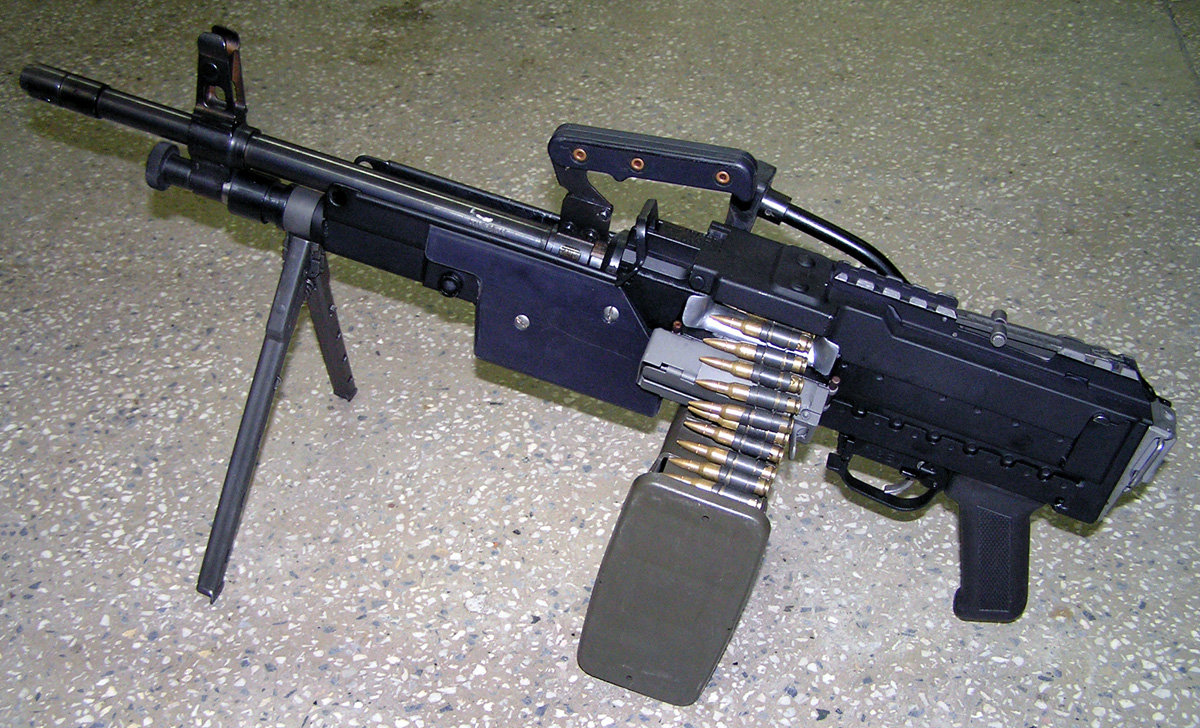
5,56-mm kbkm wz.2003D z kolbą złożoną

Rkm wz. 2003 był lekką zespołową bronią samoczynną. Zasada działania oparta na odprowadzaniu gazów prochowych przez boczny otwór w lufie. Ryglowanie przez obrót zamka. Mechanizm spustowy umożliwiał strzelanie tylko ogniem ciągłym. Broń mogła być zasilana przy pomocy standardowej natowskiej taśmy M27 (jej polski odpowiednik to LGM-01) lub magazynków kbs wz. 96 Beryl. Taśma była przechowywana w plastikowej skrzynce amunicyjnej zamiennej ze skrzynką amunicyjną rkm-u Minimi. Zasadnicze było zasilanie taśmowe, zasilanie za pomocą magazynków było traktowane jako awaryjne (np. w przypadku skończenia się zataśmowanej amunicji celowniczy rkm mógł używać magazynków otrzymanych od innych żołnierzy drużyny). Lufa, wyposażona w tłumik płomienia była szybkowymienna. Kolba składana. Przyrządy celownicze składają się z muszki i celownika krzywiznowego. Ponadto na pokrywie komory zamkowej umieszczono szynę do montowania optycznych i elektrooptycznych przyrządów celowniczych.